# Telocricus plusioporus
Telocricus plusioporus är en mångfotingart som först beskrevs av Carl Graf Attems 1947.  Telocricus plusioporus ingår i släktet Telocricus och familjen storjordkrypare.
Artens utbredningsområde är Costa Rica. Inga underarter finns listade i Catalogue of Life.